# Ralf von Diericke
Ralf von Diericke (* 27. Juli 1961 in Osnabrück) ist ein ehemaliger deutscher Fußballspieler. Bekannt wurde von Diericke, weil er wegen schweren Raubes zu sechs Jahren Freiheitsstrafe verurteilt wurde und als Freigänger der erste Häftling in Deutschland mit einem Vertrag als Profifußballer war. Er hatte mit einem Komplizen die Geschäftsstelle seines eigenen Vereins, des Wuppertaler SV, überfallen sowie eine Spielothek ausgeraubt.

## Leben
Von Diericke spielte ab 1972 als Jugendfußballer bei Schinkel 04, dem Osnabrücker SC und Blau-Weiß Schinkel. Aus der Amateurmannschaft des VfL Osnabrück schaffte er den Sprung in den Profikader und debütierte 1980/81 in der 2. Bundesliga. Anschließend wechselte er in die Oberliga Nordrhein zum Wuppertaler SV, wo er seine wegen des Fußballs abgebrochene Lehre als Großhandelskaufmann wieder aufnehmen und beenden konnte. Im Sturm neben Jonny Hey war er in der Saison 1982/83 mit 14 Treffern bester WSV-Torschütze. Nach einem erneuten Wechsel bestritt er in der Saison 1983/84 14 Bundesligaspiele für Fortuna Düsseldorf. Gegen Ende der Saison war er jedoch nur noch Reservist. Trotz eines Zweijahresvertrages verließ er Fortuna Düsseldorf, um sich wieder dem Wuppertaler SV anzuschließen. Dieser Vertragsbruch hatte eine halbjährige Sperre zur Folge.
Am 17. Februar 1985 überfiel ein maskierter Mann die Geschäftsstelle des Wuppertaler SV. Dabei schlug dieser eine Sekretärin nieder, sperrte sie in die Toilette ein und raubte die Einnahmen aus dem Kartenverkauf eines Spiels des WSV gegen den FV Bad Honnef in Höhe von 11.000 DM aus dem Tresor. Nach mehrwöchigen Ermittlungen gestand von Diericke, der in dem Spiel als Mittelstürmer zum Einsatz gekommen war, einem Komplizen den Tipp gegeben sowie eine Skizze der Räumlichkeiten in der Geschäftsstelle geliefert und auch noch selbst Schmiere gestanden zu haben. Darüber hinaus gab er zu, maskiert und mit einer Gaspistole bewaffnet eine Wuppertaler Spielothek überfallen und dabei 2.000 DM erbeutet zu haben. Im September 1985 verurteilte ihn das Landgericht Wuppertal wegen schweren Raubes zu sechs Jahren Haft.
Als Stürmer der Gefängnismannschaft spielte von Diericke unter anderem ein Freundschaftsspiel gegen den VfB 06/08 Remscheid, der dadurch auf ihn aufmerksam wurde. Nachdem ein Gutachten zu einer positiven Sozialprognose gekommen war, wurde er in den offenen Strafvollzug nach Remscheid-Lüttringhausen verlegt und spielte 1987/88 für den Oberligisten, bei dem er auch als Hausmeister beschäftigt war. Anschließend wechselte er, noch immer als Häftling, zu Union Solingen und kam dort in der Saison 1988/89 zu 27 Einsätzen in der 2. Bundesliga.
Nach seiner Haftentlassung war von Diericke für Preussen Krefeld, Sportfreunde Siegen, den VfB Kleve, SV Straelen, Siegfried Materborn und in der Kreisliga B als Spielertrainer bei Rheinwacht Erfgen aktiv. Nach dem Ende seiner aktiven Laufbahn trainierte er ab 2006/07 die A-Jugend des Verbandsligisten SV Hönnepel/Niedermörmter und war Versicherungsfachmann. Nachdem er sich aus beruflichen Gründen vorübergehend vom Fußball zurückgezogen hatte, kündigte der damals 48-Jährige an, in der Saison 2009/10 für die DJK Hüthum in der Kreisliga C antreten zu wollen. 2012 wurde er arbeitslos. Es folgte eine Privatinsolvenz. Seitdem lebt er von Hartz IV-Leistungen.